# 埃爾茨貝格山
47°31′30″N 14°54′42″E / 47.52500°N 14.91167°E

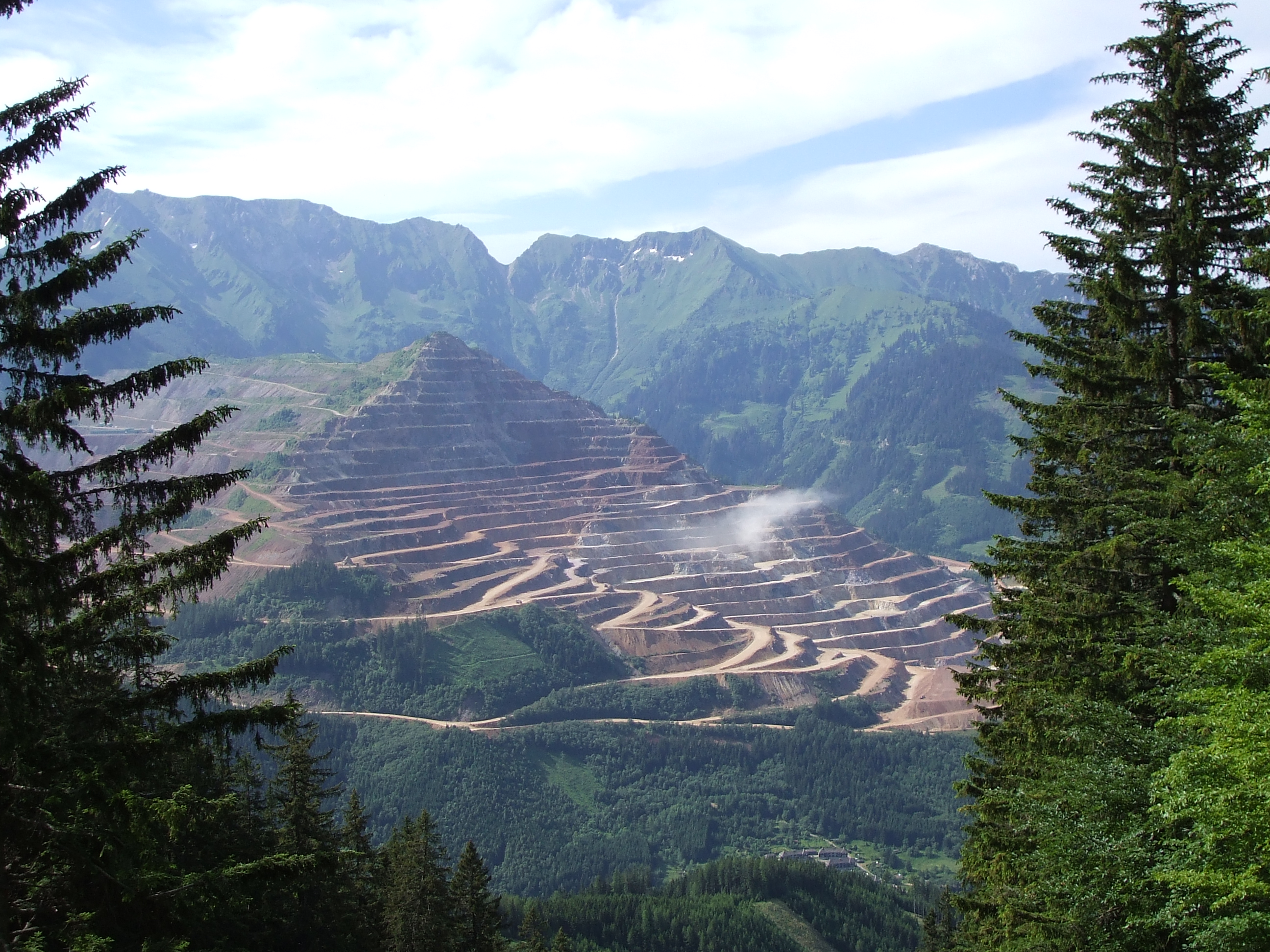

埃爾茨貝格山（德語：Erzberg），是奧地利的山峰，位於該國東南部，由施泰爾馬克州負責管轄，屬於艾塞訥茨阿爾卑斯山脈的一部分，海拔高度1,466米，每年平均降雨量1,632毫米。